# Lhotice (district de Třebíč)
Pour les articles homonymes, voir Lhotice.
Lhotice (en allemand : Lhotitz) est une commune du district de Třebíč, dans la région de Vysočina, en République tchèque. Sa population s'élevait à 144 habitants en 2020.

## Géographie
Lhotice se trouve à 3 km à l'est du centre de Jemnice, à 29,5 km au sud-ouest de Třebíč, à 42 km au sud de Jihlava et à 146,5 km au sud-est de Prague.
La commune est limitée par Jemnice au sud-ouest, à l'ouest, au nord et au nord-est, par Mladoňovice à l'est et par Slavíkovice au sud.

## Histoire
La première mention écrite de la localité date de 1361.

## Transports
Par la route, Lhotice se trouve à 3,2 km de Jemnice, à 43 km de Třebíč, à 52,5 km de Jihlava et à 184 km de Prague.